# Nuneaton Borough Football Club
Il Nuneaton Borough Football Club è una squadra di calcio inglese con sede a Nuneaton, Warwickshire. Il club partecipa al National League North, campionato di sesto livello del calcio inglese.

## Allenatori
- David Pleat (1971-1977)
- Jimmy Holmes (1985-1987)
- John Barton (1993-1994)
- Liam Daish (2014-2015)
- Kevin Wilson (2015-2016)
- Tommy Wright (2016-2017)
- Gary Charles (2018)

## Palmarès

### Competizioni regionali
- Southern Football League Midland Division: 3

1981–1982, 1992–1993, 1995–1996
- Southern League Premier Division: 1

1998-1999
- Birmingham Senior Cup: 1

2009-2010

### Altri piazzamenti
- National League:

Secondo posto: 1983-1984, 1984-1985
- National League North:

Secondo posto: 2004-2005
Terzo posto: 2005–2006
Vincitore play-off: 2011-2012
- Southern Football League:

Secondo posto: 2009-2010

## Stadio
Il club gioca le sue partite casalinghe al Liberty Way, Nuneaton. I colori della società sono blu e bianco.

## Rivalità
Ha rivalità calcistiche con Tamworth, Leamington, Bedworth United e Coventry City.